# النادرة (حبيش)

تعديل مصدري - تعديل

النادرة محلة تابعة لقرية المشراح، التابعة لعزلة بني الضاحتين بمديرية حبيش إحدى مديريات محافظة إب في الجمهورية اليمنية، بلغ تعداد سكانها 170 حسب تعداد اليمن لعام 2004.